# اوستاین شیرمر
اوستاین شیرمر (انگلیسی: Øistein Schirmer; ۱۱ آوریل ۱۸۷۹ – ۲۴ مهٔ ۱۹۴۷) ژیمناست هنری اهل نروژ بود.